# Recenseamento (canção)
Recenseamento é um dos sambas compostos por Assis Valente para Carmen Miranda, recém-chegada dos Estados Unidos em 1940. Como numa crônica, a canção faz referência ao censo brasileiro de 1940, que era o grande assunto do momento, para contar a história de uma família do morro, que serve de objeto de pesquisa para os censores. Cantando essa canção, Carmen Miranda dá vida a uma mulher do morro que esclarece que seu companheiro não é malandro: "O meu moreno é brasileiro, é fuzileiro, e é quem sai com a bandeira do batalhão". Ela diz ao censor que a casa é humilde, mas que nela não falta "pandeiro, uma cuíca, um tamborim, um reco-reco, um cavaquinho e um violão", conferindo à canção também a proposta de exaltar a cultura brasileira.
"Recenseamento" foi apresentada a Carmen junto com "Brasil Pandeiro", mas ela rejeitou a segunda, dizendo: "Assis, isso não presta. Você ficou borocoxô". Carmen não gravou "Brasil Pandeiro", e a canção ficou a cargo do conjunto Anjos do Inferno. Mais tarde, foi interpretada pelos Novos Baianos, que a tornaram mais conhecida e aclamada, especialmente na versão lançada no disco Acabou Chorare (1972).